# CONCACAF Champions' Cup 1995
La CONCACAF Champions' Cup 1995 è stata la 31ª edizione della massima competizione calcistica per club centronordamericana, la CONCACAF Champions' Cup.

## Nord e Centro America

### Gruppo 1
Primo turno
| Squadra 1          | Totale | Squadra 2        | Andata | Ritorno |
| ------------------ | ------ | ---------------- | ------ | ------- |
| Acros Crystal      | 3 - 5  | L.D. Alajuelense | 2 - 1  | 1 - 4   |
| CSD Comunicaciones | 2 - 7  | U.A.G. Tecos     | 1 - 3  | 1 - 4   |
| Juventus Managua   | 2 - 3  | Projusa-Veraguas | 1 - 1  | 1 - 2   |

Secondo turno
| Squadra 1    | Totale | Squadra 2        | Andata | Ritorno |
| ------------ | ------ | ---------------- | ------ | ------- |
| U.A.G. Tecos | 15 - 0 | Projusa-Veraguas | 5 - 0  | 10 - 0  |

Terzo turno
| Squadra 1    | Totale | Squadra 2      | Andata | Ritorno |
| ------------ | ------ | -------------- | ------ | ------- |
| U.A.G. Tecos | 3 - 4  | LD Alajuelense | 2 - 1  | 1 - 3   |

### Gruppo 2
Primo turno
| Squadra 1        | Totale | Squadra 2     | Andata | Ritorno |
| ---------------- | ------ | ------------- | ------ | ------- |
| Real Verdes      | 0 - 6  | Municipal     | 0 - 3  | 0 - 3   |
| Real C.D. España | 3 - 7  | Santos Laguna | 1 - 1  | 2 - 6   |
| Deportivo FAS    | 5 - 1  | Árabe Unido   | 4 - 0  | 1 - 1   |

Secondo turno
| Squadra 1     | Totale | Squadra 2     | Andata | Ritorno |
| ------------- | ------ | ------------- | ------ | ------- |
| Deportivo FAS | 3 - 0  | Santos Laguna | 3 - 0  | 0 - 0   |

Terzo turno
| Squadra 1     | Totale | Squadra 2     | Andata | Ritorno |
| ------------- | ------ | ------------- | ------ | ------- |
| Deportivo FAS | 2-4    | CSD Municipal | 2 - 2  | 0 - 2   |

### Gruppo 3
Primo turno
| Squadra 1    | Totale | Squadra 2          | Andata | Ritorno |
| ------------ | ------ | ------------------ | ------ | ------- |
| Bautista     | 2 - 5  | Alianza F.C.       | 0 - 2  | 2 - 3   |
| C.D. Motagua | 0 - 4  | Deportivo Saprissa | 0 - 1  | 0 - 3   |

Secondo turno
| Squadra 1          | Totale | Squadra 2    | Andata | Ritorno |
| ------------------ | ------ | ------------ | ------ | ------- |
| Deportivo Saprissa | 4 - 2  | Alianza F.C. | 3 - 1  | 1 - 1   |

## Caraibi
Primo turno
Partite e risultati non disponibili:
 L'Aiglon
 US Sinnamary
 Topp XX
| Squadra 1            | Totale | Squadra 2     | Andata | Ritorno |
| -------------------- | ------ | ------------- | ------ | ------- |
| SV Racing Club Aruba |        | Beacon FC     |        |         |
| AS Javouhey Mana     | 1 - 3  | Corona Boys   | 1 - 1  | 0 - 2   |
| CS Moulien           | 4 - 3  | SV Riverplate | 4 - 1  | 0 - 2   |
| Club Franciscain     | 0 - 1* | AS Capoise    | 0 - 1  |         |
| San Cristóbal FC     | 1 - 2  | FICA          | 1 - 1  | 0 - 1   |

- Ritorno apparentemente non giocato.*
- SV Racing Club Aruba ritirato.***

Secondo turno
| Squadra 1   | Totale           | Squadra 2    | Andata | Ritorno |
| ----------- | ---------------- | ------------ | ------ | ------- |
| Beacon FC   | w/o*             | L'Aiglon     |        |         |
| FICA        |                  | US Sinnamary |        |         |
| Corona Boys | 1 - 1 2-4 (pen.) | CS Moulien   | 1 - 0  | 0 - 1   |
| Top XX      | w/o**            | AS Capoise   | 2 - 0  |         |

- Beacon FC qualificato; presumibilmente L'Aiglon ritirato.*
- AS Capoise ritirato.**
- Entrambe apparentemente ritirate.***
- CS Moulien si qualifica al terzo turno.

Terzo turno
| Squadra 1 | Totale           | Squadra 2 | Andata | Ritorno |
| --------- | ---------------- | --------- | ------ | ------- |
| Top XX    | 4 - 4 4-5 (pen.) | Beacon FC | 2 - 0  | 2 - 4   |

Quarto turno
| Squadra 1  | Totale | Squadra 2 | Andata | Ritorno |
| ---------- | ------ | --------- | ------ | ------- |
| CS Moulien | 4 - 0* | Beacon FC |        |         |

- Beacon ritirato, perde 0-2 tav. entrambe le partite.*

## CONCACAF

### CONCACAF Girone Finale
San José, Costa Rica
13 - 17 dicembre 1995
Template:Fb cl header
Template:Fb cl2 team
Template:Fb cl2 team
Template:Fb cl2 team
Template:Fb cl2 team
|}
| Squadra 1 | Risultato | Squadra 2  |
| --- | --------- | ---------- |
| C.D. Saprissa Rónald González 26’ Roy Myers 39’ Rolando Fonseca 69’ Gerald Drummond 78’ Giancarlo Morera 81’ | 5 - 0     | CS Moulien |

| Squadra 1                                             | Risultato | Squadra 2                                                                              |
| ----------------------------------------------------- | --------- | -------------------------------------------------------------------------------------- |
| L.D. Alajuelense Rónald Gómez 28’ Froylan Ledesma 32’ | 2 - 3     | C.S.D. Municipal Juan Manuel Funes 2’ Juan Oficialdegui 9’ Edgar Everaldo Valencia 36’ |

| Squadra 1 | Risultato | Squadra 2                          |
| --- | --------- | ---------------------------------- |
| L.D. Alajuelense Victor Badilla 5’ Froylan Ledesma 19', 35', 62’ Luis Marín 20’ Mauricio Montero 38', 44’ Bernal Mullins 47’ Ronald Gómez 72’ | 9 - 1     | CS Moulien Oscar Eyobo-Makongo 56’ |

| Squadra 1                         | Risultato | Squadra 2        |
| --------------------------------- | --------- | ---------------- |
| C.D. Saprissa Javier Wanchope 24’ | 1 - 0     | C.S.D. Municipal |

| Squadra 1                                         | Risultato | Squadra 2                              |
| ------------------------------------------------- | --------- | -------------------------------------- |
| L.D. Alajuelense Wílmer López 34’ Luis Arnáez 53’ | 2 - 2     | C.D. Saprissa Rolando Fonseca 16', 20’ |

| Squadra 1 | Risultato | Squadra 2  |
| --- | --------- | ---------- |
| C.S.D. Municipal Juan Carlos Plata 8', 37', 51', 70', 72', 80’ Sergio Ivaldi 12’ Juan Manuel Funes 40’ Juan Oficialdegui 55’ Roderico Mendez 65’ | 10 - 0    | CS Moulien |

## Campione
| CONCACAF Champions' Cup 1995 Campioni |
| ------------------------------------- |
| Costa Rica (bandiera)                 |
| Deportivo Saprissa Secondo titolo     |